# Куррат уль-Айн Хайдар
Куррат уль-Айн Хайдар (20 січня 1927, Аліґарх – 21 серпня 2007, Нойда), всенародно відома як «Айні Апа» — індійська письменниця мовою урду, перекладачка, мовознавиця, викладачка та журналістка. «Велика Дама» літератури урду, одна з найвидатніших постатей у ній. Найбільш відома своїм шедевром آگ کا دریا‎ (укр. «Ріка вогню»), романом, вперше опублікованим мовою урду 1959 року в Лахорі (Пакистан), що зображує часи від 4 століття до н. е. до розділу Британської Індії.
Отримала нагороду Індійської національної академії літератури у 1967 році за збірку оповідань, написаних мовою урду — پت جھڑ کی آواز (Patjhar Ki Awaz, укр. «Звуки падаючого листя»), 1989 року здобула головну індійську національну літературну і поетичну премію Джнянпітх за твір Aakhir-i-Shab ke Hamsafar (укр. «Мандрівники до ночі»)  і найвищу нагороду Індійської національної академії літератури — стипендію Академії — у 1994 році. Також 2005 року отримала нагороду Падма Бхушан від державної влади Індії.

## Біографія
Куррат уль-Айн Хайдар народилася 20 січня 1927 року в місті Аліґарх, Уттар Прадеш (хоча її сім'я походить із містечка Нехтаур). Донька письменника і першовідкривача романів мовою урду Саджада Хайдара Їлдаріма (1880—1943). Її мати, Назар Захра, яка писала під псевдонімом Бінт-і-Назрул Бакар (англ. Bint-i-Nazrul Baqar), а пізніше як Назар Саджад Хайдар (1894—1967), була також романісткою і протеже Мухаммаді Беґам і її чоловіка Сайед Мумтаз Алі, який і опублікував її перший роман.
Названа на честь визначної іранської поетеси Куррат уль-Айн Тахіра. «Куррат уль Айн» означає «втіха для очей» і використовується як зменшувально-пестливий термін. 
Після завершення навчання в Коледжі Індрапрастхи у Делі і Коледжу Ізабелли Тобурн Лакхнауського університету, 1947 року вона переїжджає до Пакистану, згодом протягом деякого часу живе в Англії та, врешті, 1960 року знову повертається до Індії. Проживши в Мумбаї майже 20 років, письменниця перебирається до міста Нойда поблизу Нью-Делі, де прожила до кінця своїх днів.
Вона переїжджала разом із членами своєї сім'ї в Пакистан у 1947 році за часів незалежності, але через кілька років вирішила повернутися до Індії, з тих пір нікуди не перебиралась. Працювала журналісткою, щоб заробити на життя, регулярно продовжувала видавати короткі розповіді, літературні переклади та романи. Була головною редакторкою журналу «Відбиток» у Мумбаї (1964—1968), а також членкинею редакційної колегії Ілюстрованого тижневика Індії (1968—1975). 
Також працювала лекторкою в університетах Каліфорнії, Чикаго, штату Вісконсин, і в Аризоні. Була запрошеною професором на факультеті урду в Алігархському мусульманському університеті, де раніше її батько був реєстратором. Також була почесною професором університету Джамія-Міллія-Ісламія, Нью-Делі. У 1979 році працювала в резиденції Університету Айови за Міжнародною письменницькою програмою.
Одружена не була.
Куррат уль-Айн Хайдар померла в лікарні міста Нойда, що поблизу Нью-Делі, 21 серпня 2007 року після тривалої легеневої хвороби. Похована на цвинтарі Джамія-Міллія-Ісламія у Нью-Делі.
З приводу її смерті висловили співчуття президент та прем'єр-міністр Індії, а також головний міністр її рідного штату Уттар-Прадеш.

## Літературна робота
Ставши основоположницею моди в літературі урду, Куррат Хайдар почала писати в ті часи, коли роман глибоким корінням ще засідав як серйозний жанр світу літератури урду, який на той час був поетично зорієнтованим. Вона прищепила роману нову чутливість і привела до його лав досі не досліджені думки та образи. Письменницю нарікають «Великою Дамою» літератури урду.
Почала писати в 11 років. Її перше оповідання, Bi-Chuhiya (укр. Маленька леді Мишка), було вперше опубліковане в дитячому журналі Phool. У 19 років вона пише перший роман «Mayray Bhee Sanam khanay».
Куррат Хайдар є досить плідною письменницею, її літературне надбання становить близько 12 романів і повістей та 4 збірки оповідань. Вона також зробила значний обсяг перекладу класики. Її власні твори були перекладені багатьма мовами.
Її видатний твір آگ کا دریا‎ (Aag Ka Duriya, укр. «Ріка вогню») є знаковим романом, який досліджує величезний відрізок історії. Це історія, яка триває від 4 століття до нашої ери і аж до періоду, що настав після здобуття незалежності в Індії і Пакистані, з акцентами на багатьох важливих епохах історії. Аамер Хусейн з The Times Literary Supplement писав, що «Ріка вогню» для літератури урду має таке ж значення, як «Сто років самотності» для іспанської літератури. Події в романі написані з точки зору вірян Пакистану і детально описує їхні страждання, особливо перед кульмінацією роману.
Її іншими опублікованими працями є такі: Mere Bhi Sanam Khane, 1949;
- سفینہ غم ِدل (Safina-e-Gham-e-Dil, укр. «Сафіна втратила серце»), 1952;
- پت جھڑ کی آواز (Patjhar ki Awaz, укр. «Голос осені»), 1965;
- روشنی کی رفتار (Raushni ki Raftar, укр. «Швидкість світла»), 1982;
- новела Chaye ke Bagh (укр. «Чайні плантації»), 1965 (одна з чотирьох новел, інші мають назви Dilruba, Sita Haran, Agle Janam Mohe Bitiya Na Kijo, що висвітлюють гендерну нерівність);
- сімейні хроніки Kar e Jahan Daraz Hai, ("укр. Світ продовжує працювати»);
- «Gardish e Rang e Chaman» (багатотомний документальний роман, що описує трагедію 1857 року, яка спіткала жінок поважних сімей);
- «Aakhir e Shab kay Hamsafar» (роман про наксалітів і рух за захист бенгальської мови);
- «Chandni Begum» (роман про загальне соціальне становище мусульман протягом сорока років розподілу Британської Індії).

У порівнянні з її сучасниками, Міланом Кундерою і Габріелем Гарсіа Маркесом, її широта літературного полотна, її бачення і розуміння виходять за рамки часу.
Амітав Ґхош, відомий індійський письменник, стверджує, що її голос є одним з найважливіших голосів Індії ХХ століття.

## Нагороди й відзнаки
За свій роман Aakhir-e-Shab ke Hamsafar (укр. «Мандрівники до ночі») Куррат уль-Айн у 1989 році отримала головну індійську національну літературну і поетичну премію Джнянпітх. У 1967 вона була нагороджена премією Індійської національної академії літератури за свою збірку оповідань پت جھڑ کی آواز (Patjhar ki Awaz, укр. «Звуки падаючого листя»), у 1969 — радянською премією імені Джавахарлала Неру, у 1985 — премією імені Мірзи Галіба. Академія урду в Делі 2000 року нагородила її премією Бахадура Шаха Зафара. Державна влада Індії призначила їй найвищі державні нагороди Падма Шрі у 1984 році та Падма Бхушан у 2005 за її внесок у літературу урду та освіту .

## Критика
Вважається, що через її високий вплив у громадських колах ніякої критики щодо її бачення не виникало, хоча вона й не була ідеальною. Видатний урду романіст Пайгам Афаґі у своїй статті зауважив, що «вона написала „Ріку вогню“ в ранньому віці, і була оточена тими, хто не повернулися назад до Індії під час розколу, тож вона не могла оцінити точку зору тих, хто не мігрували». Після цієї статті вона дійсно переглянула зміст книги і відредагувала англійський переклад роману.